# Tjitske Jansen

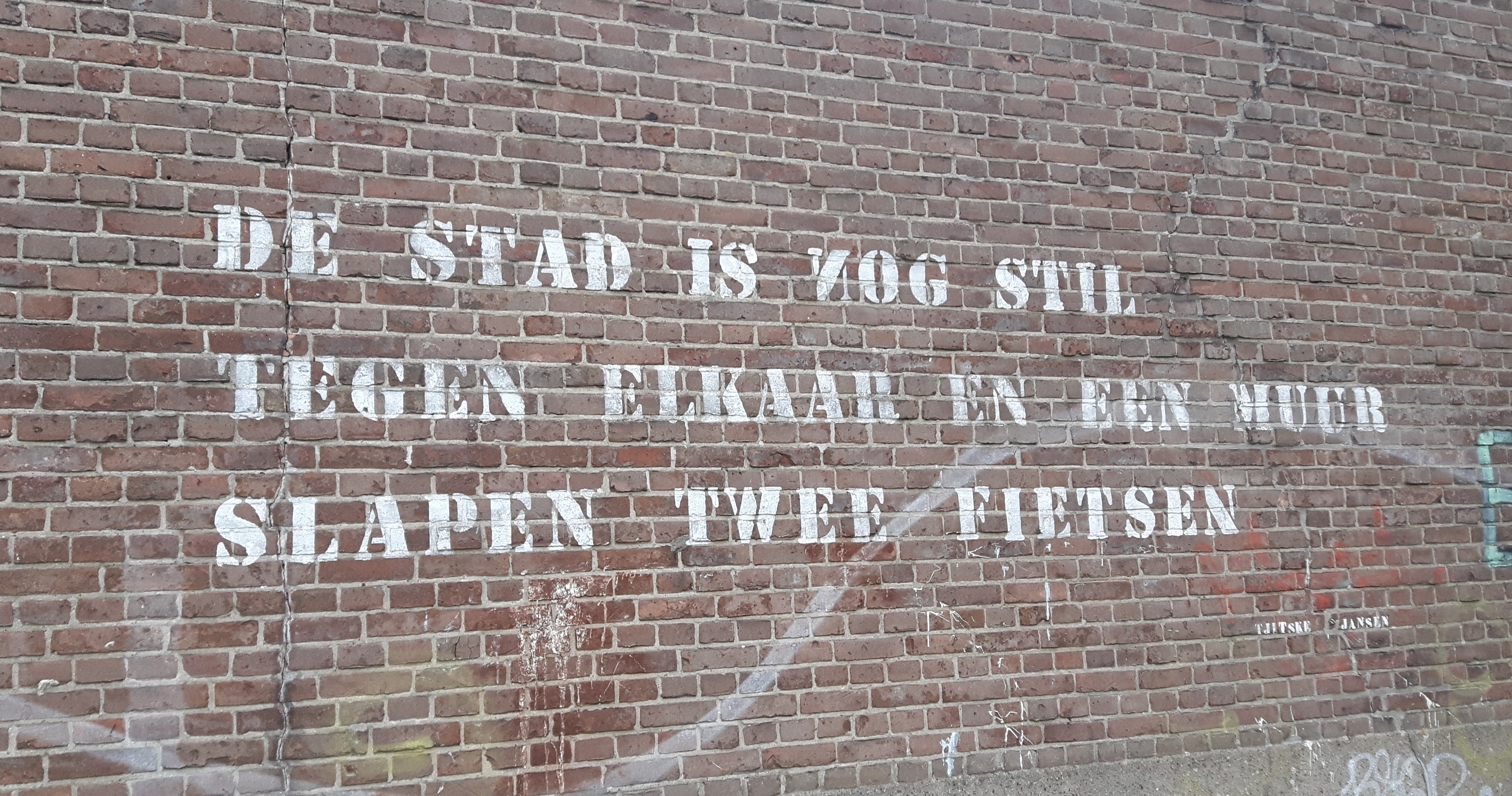
Gedicht 'De stad is nog stil', Chopinstraat, Nijmegen

Tjitske Jansen (Barneveld, 3 maart 1971) is een Nederlandse dichteres en schrijfster van teksten waarin ze poëzie, proza en theater combineert.

## Biografie
Jansen woonde in haar jeugd in verschillende pleeggezinnen. Na het vwo studeerde ze cum laude af in beeldende kunst en theater aan de Hogeschool voor de kunsten Arnhem. Een studie Nederlands aan de Radboud Universiteit maakte ze niet af.
Ze was werkzaam als marktkoopvrouw, serveerster, administratief medewerkster en kokshulp.

### Schrijfster, tekstperformer, schrijfdocent
In 2003 publiceerde Jansen haar eerste dichtbundel, Het moest maar eens gaan sneeuwen, waarvan meer dan 15.000 exemplaren zijn verkocht. Voor haar tweede bundel Koerikoeloem (2007) kreeg ze de Anna Bijns Prijs in 2009. In het juryrapport van de prijs schreef Marja Pruis: "Het is poëzie die raakt, die je doet lachen, fronsen, gissen, die ontroert ook. Het is poëzie die riskant is zoals maar weinig poëzie dat durft te zijn."
In 2015 verscheen Voor altijd voor het laatst, waarmee ze op de shortlist voor De Bronzen Uil 2015 belandde. Het voorlezen van haar werk ziet Jansen als een vorm van theater.
Het eerste gedicht uit de bundel Iedereen moet ergens zijn (2021) heeft een eerdere versie van de Wikipedia-pagina over haarzelf uit juli 2014 als onderwerp.